# تپه آقچه دام
تپه آقچه دام مربوط به دوران‌های تاریخی پس از اسلام است و در استان قزوین، شهرستان آوج، بخش آبگرم، روستای آقچه دام واقع شده و این اثر در تاریخ ۱۹ اسفند ۱۳۸۰ با شمارهٔ ثبت ۴۹۹۷ به‌عنوان یکی از آثار ملی ایران به ثبت رسیده است.